# Onthophagus opacicollis
Onthophagus opacicollis é uma espécie de insetos coleópteros polífagos pertencente à família Scarabaeidae.
A autoridade científica da espécie é Reitter, tendo sido descrita no ano de 1893.
Trata-se de uma espécie presente no território português.